# 善学院
善学院（ぜんがくいん）は、岐阜県安八郡神戸町にある天台宗の寺院である。

## 概要
正式名は神護寺善学院。山号は影向山。神護寺ともいう。
西美濃三十三霊場第十四札場。
かつての日吉神社の別当寺であり、現在も日吉山王祭でも重要な役割を果たしている。
この地は、かつての比叡山延暦寺の荘園平野庄（平野荘）であり、延暦寺及び天台宗との関わりは深い。
本堂の地蔵菩薩像は小野篁作による像という。

## 沿革
寺伝によれば、平野庄の安八太夫安次が娘の夜叉姫の病気平癒を願い、最澄（伝教大師）に加持祈祷を依頼する。このことで夜叉姫の病気が完治したことから安八太夫安次は帰依し、817年（弘仁8年）、寺院を寄進したのが始まりという。近くの下宮地区の勧学院も同様の由来を持つ。夜叉姫は後に龍神に嫁ぐこととなる（夜叉ヶ池を参照）。
嵯峨天皇の時代、平野庄日吉神社の別当寺となり、神護寺の名を受ける。
良源（元三大師）により神護寺内に善学院が建立される。

## 文化財
- 絹本著色阿弥陀如来像（県重要文化財）
- 絹本著色夜叉姫感得地蔵菩薩図（県重要文化財）
- 絹本著色涅槃絵像（県重要文化財）

など

## 所在地
- 岐阜県安八郡神戸町神戸978-1

## 交通アクセス
- 養老鉄道養老線 広神戸駅より徒歩で約15分。
- JR東海道本線、養老鉄道養老線、樽見鉄道樽見線 大垣駅南口（大垣駅前バスのりば1番のりば）より名阪近鉄バス「大野バスセンター」行きまたは「井田」行きに乗車、「横町」バス停より徒歩で約10分。